# トゥルース・コミッション
ザ・トゥルース・コミッション（The Truth Commission）は、1997年から1998年にかけて、アメリカ合衆国のプロレス団体USWAおよびWWFで活動したプロレスラーのユニット。南アフリカの治安部隊をギミックとしたヒールの軍人ユニットであり、スーパーヘビー級の大型レスラーによって構成されていた。

## メンバー
- インテロゲーター（Interrogator）
  - ユニットの主力となった210cmの巨人レスラー。後に「クルガン」と改名。
- リーコン（Recon）
  - 偵察隊（Reconnaissance）の口語である「リーコン」のリングネームの通り、尖兵役および号令係を担当。
- スナイパー（Sniper）
  - USWA時代の末期より加入。前身はヨーロッパのCWAで活躍していたムッシュ・ランボー。
- タンク（Tank） 
  - USWA時代に在籍した黒覆面の巨漢。正体は「マンター」「ブルーザー・マスティーノ」などのリングネームで活動したマイク・ハラック[2]。
- ザ・コマンダント（The Commandant）
  - 初期のマネージャー。南アフリカ出身の俳優、ロビン・B・スミス（英語版）が演じていた。
- ザ・ジャッカル（The Jackyl）
  - コマンダントの後任として、WWF時代よりマネージャーを担当。

## 来歴
1997年上期、テネシー州メンフィスのUSWAにて結成される。インテロゲーターとリーコンのタッグチームが主軸となり、同年3月から5月にかけて、ビリー・トラビス&フラッシュ・フラナガン、ポール・ダイヤモンド&スティーブン・ダンなどのチームを破り、USWA世界タッグ王座を再三獲得した。シングルでは、巨漢覆面レスラーのタンクが3月15日にジェリー・ローラーから統一世界ヘビー級王座を奪取している。後にスナイパーも加入し、同年6月よりWWFに進出した（タンクは2試合のみの出場で離脱）。
司令官役のマネージャーはUSWA時代から引き続いてザ・コマンダントが担当、インタビュアーのサニーに色目を使う部下達を叱責するなど厳格な上官に扮したが、短期間でWWFから離脱。代わってザ・ジャッカルがマネージャーとなり、1997年11月9日の『サバイバー・シリーズ1997』では、インテロゲーター、リーコン、スナイパー、ジャッカルのカルテットでエリミネーション・マッチに出場して、クラッシュ、チェインズ、8ボール、スカルのディサイプルズ・オブ・アポカリプス（DOA）に勝利。以降もDOAやリージョン・オブ・ドゥームと軍団抗争を展開した。
翌1998年、インテロゲーターがクルガンと改名しシングル・プレイヤーとして売り出されることになり、試合コスチュームも軍服から黒いロングタイツに変更。ジャッカルもクルガンの専属マネージャーとなり、最終的にはリーコン&スナイパーと仲間割れしてユニットは分裂。以後、リーコンとスナイパーはタッグ戦線で活動し、3月29日の『レッスルマニアXIV』ではタッグチーム・バトルロイヤルに出場したが、乱入したクルガンによって退場させられている。
その後、リーコンは下部団体のOVWに降格され、スナイパーはWWFを退団。ジャッカルとクルガンは、新ユニットのヒューマン・オディティーズを結成した。

## 獲得タイトル
- USWA世界タッグ王座：3回（インテロゲーター&リーコン）[3]
- USWA統一世界ヘビー級王座：1回（タンク）[4]